# Louisiana Story
Louisiana Story é um filme norte-americano de 1948, do gênero aventura, dirigido por Robert Flaherty e estrelado por Joseph Boudreaux e Lionel Le Blanc.
Poética mistura de documentário e ficção, Louisiana Story é o último filme do pioneiro documentarista Robert Flaherty. Controversa, a película foi financiada pela gigante Standard Oil e acaba por ser um panegírico sobre quão mínimos seriam os efeitos que a exploração do petróleo causa na Natureza. Daí, a questão: estaríamos diante de um documentário ou de uma mera peça de propaganda?

## Sinopse
Uma família vive nos alagados da Louisiana, tendo uma torre de perfuração de petróleo como vizinho. A princípio, o filho fica apreensivo, mas logo os operários mostram a ele os benefícios de seu trabalho. Além do mais, prometem deixar a terra incólume quando partirem...

## Prêmios e indicações
| Patrocinador                                  | Prêmio | Categoria                                       | Situação  |
| --------------------------------------------- | ------ | ----------------------------------------------- | --------- |
| Academia de Artes e Ciências Cinematográficas | Oscar  | Melhor História Original                        | Indicado  |
| British Academy of Film and Television Arts   | BAFTA  | Melhor Documentário                             | Vencedor  |
| National Board of Review                      | NBR    | Dez Melhores Filmes de 1948                     | Escolhido |
| Writers Guild of America                      | WGA    | Melhor Roteiro sobre Problemas Norte-Americanos | Indicado  |

## Elenco
| Ator/Atriz       | Personagem    |
| ---------------- | ------------- |
| Joseph Boudreaux | O Filho       |
| Lionel Le Blanc  | O Pai         |
| E. Bienvenu      | A Mãe         |
| Frank Hardy      | O Perfurador  |
| C.P. Guedry      | O Caldeireiro |